# لنی فون دولن
لنی فون دولن (انگلیسی: Lenny Von Dohlen؛ ۲۲ دسامبر ۱۹۵۸—۵ ژوئیهٔ ۲۰۲۲) یک هنرپیشه اهل ایالات متحده آمریکا بود. وی از سال ۱۹۸۱ میلادی تا ۲۰۲۲ مشغول فعالیت بوده‌است.

## مرگ
او در ۵ ژوئیه ۲۰۲۲ پس از یک بیماری طولانی درگذشت. سه روز بعد، خواهرش کاترین در فیس بوک درگذشت او را اعلام کرد. فون یک دختر به نام هیزل داشت و همسرش جیمز استیل یک نمایشنامه نویس بود.

## گزیده فیلمشناسی
از فیلم‌ها یا برنامه‌های تلویزیونی که وی در آن نقش داشته‌است می‌توان به آثار زیر اشاره کرد.
- دانشگاه ایالتی کنت(۱۹۸۱)
- بخشش‌های محبت‌آمیز(۱۹۸۳)
- بیلی گالوین(۱۹۸۶)
- آسمان سرد(۱۹۹۱)
- جنیفر ۸(۱۹۹۲)
- توئین پیکس: با من بر آتش برو(۱۹۹۲)
- تنها در خانه ۳(۱۹۹۷)
- دندان‌ها (فیلم)(۲۰۰۷)
- تماشاخانه آمریکایی(۱۹۸۶)
- ایکوالایزر (مجموعه تلویزیونی)(۱۹۸۶)
- توئین پیکس(۱۹۹۰)
- فلش (مجموعه تلویزیونی ۱۹۹۰)(۱۹۹۰)
- حصار چوبی(۱۹۹۶)
- واکر، رنجر تگزاس(۱۹۹۶)
- داستان دوروتی دی(۱۹۹۶)
- هفت دلاور(۲۰۰۰)
- سی‌اس‌آی: میامی(۲۰۰۲)
- ذهن‌های جنایتکار(۲۰۰۹)
- غیب‌گو (مجموعه تلویزیونی)(۲۰۱۰)
- اورویل(۲۰۱۷)